# Rynchops
A Rynchops a madarak osztályának lilealakúak (Charadriiformes) rendjébe és a sirályfélék (Laridae) család tartozó nem.

## Rendszerezésük
A nemet Linnaeus írta le 1758-ban, jelenleg az alábbi három faj tartozik ide:
- karibi ollóscsőrű (Rynchops niger)
- afrikai ollóscsőrűmadár (Rynchops flavirostris)
- indiai ollóscsőrű (Rynchops albicollis)

## Előfordulásuk
Amerika, Ázsia és Afrika területén honosak. A természetes élőhelyük tengerpartok, sós lagúnák, édesvizű tavak, folyók, patakok és mocsarak. Vonuló fajok.

## Megjelenésük
Testhossza 36–46 centiméter közötti. Az alsó csőrkávuk nagyobb mint a felső.